# Чудінов Сергій Кузьмич
Сергій Кузьмич Чудінов (рос. Чудинов Сергей Кузмич, латис. Sergejs Cudinovs; 10 вересня 1962, Челябінськ, СРСР) — радянський і латвійський хокеїст, захисник. Майстер спорту СРСР. Гравець національної збірної Латвії.

## Біографічні відомості
Вихованець спортивного клуба Челябінського тракторного заводу (СК ЧТЗ). Майстерність відшліфовував у тренерів В. Мурашова, Ю. Мигильникова і Володимира Угрюмова. Виступав за місцеві команди майстрів «Металург» і «Трактор» (чотири сезони у вищій лізі). Два роки військової служби пройшли у лавах СКА (Свердловськ). У Челябінську були певні конфлікти з керівництвом команди і тому, після домобілізації пристав на пропозицію старшого тренера «Динамо» (Рига) Володимира Юрзінова. У першому сезоні здобув срібні нагороду першості СРСР (найкраще досягнення латвійського клубу у цьому змаганні). Більшість часу його партнером був Дмитро Зінов'єв. У вищій лізі провів 322 матчі (20+28), а всього в чемпіонаті СРСР — приблизно 500 (51+42). Після розпаду Радянського Союзу переїхав до Німеччини, де тривалий час виступав за клуби нижчих дивізіонів. Зокрема, у другій бундеслізі — 254 матчі (39+81).
Був одним з гравців національної збірної Латвії, котра дебютувала на чемпіонаті світу в 1993 році (група «С»). На груповому етапі команда Сергія Чудінова здобула чотири перемоги і зіграли внічию зі збірною України. Ці два колективи вийшли до фіналу турніру, де сильнішими були прибалтійські спортсмени (2-0). 1995 року у групі «В» латвійська команда поступилася першим місцем Словаччині, а наступного сезону здобула путівку до елітного дивізіону. Учасник трьох світових першостей у найсильнішій групі (1997 — 7-е місце, 1998 — 9-е, 1999 — 11-е). Здебільшого грав у парі з Родріго Лавіньшем. Відзначався закинутими шайбами у воротах, які захищали американець Том Ескі, канадець Шон Бурк, німець Йозеф Гайс, француз Франсуа Гревель, росіянин Єгор Подомацький, німець Марк Селігер і швед Томмі Сало. Всього за збірну Латвії провів 67 матчів (19 голів).
Працював тренером у баварських командах «Фюрстенфельдбрук» і «Байрот». Мешкає з родиною в Мюнхені.

## Досягнення
- Віце-чемпіон СРСР (1): 1988

## Статистика
Статистика виступів у чемпіонаті СРСР:
| Сезон               | Клуб                    | Ліга                | Регулярний сезон | Регулярний сезон | Регулярний сезон | Регулярний сезон | Регулярний сезон | Перехідний турнір | Перехідний турнір | Перехідний турнір | Перехідний турнір | Перехідний турнір |
| Сезон               | Клуб                    | Ліга                | І                | Г                | П                | О                | ШХ               | І                 | Г                 | П                 | О                 | ШХ                |
| ------------------- | ----------------------- | ------------------- | ---------------- | ---------------- | ---------------- | ---------------- | ---------------- | ----------------- | ----------------- | ----------------- | ----------------- | ----------------- |
| 1980-81             | «Металург» (Челябінськ) | Д-2                 | 22               | 0                | 0                | 0                | 20               |                   |                   |                   |                   |                   |
|                     | «Трактор»               | Д-1                 | 3                | 0                | 0                | 0                | 2                |                   |                   |                   |                   |                   |
| 1981-82             | «Трактор»               | Д-1                 | 56               | 2                | 5                | 7                | 38               |                   |                   |                   |                   |                   |
| 1982-83             | «Трактор»               | Д-1                 | 33               | 1                | 1                | 2                | 32               | 16                | 0                 | 2                 | 2                 | 10                |
| 1983-84             | «Трактор»               | Д-1                 | 19               | 1                | 1                | 2                | 10               |                   |                   |                   |                   |                   |
| 1984-85             | «Металург» (Челябінськ) | Д-3                 | 51               | 12               | 6                | 18               | 64               |                   |                   |                   |                   |                   |
| 1985-86             | СКА (Свердловськ)       | Д-3                 | -                | 10               | -                | -                | -                |                   |                   |                   |                   |                   |
| 1986-87             | СКА (Свердловськ)       | Д-2                 | 34               | 6                | 2                | 8                | 56               |                   |                   |                   |                   |                   |
| 1987-88             | «Динамо» (Рига)         | Д-1                 | 50               | 2                | 4                | 6                | 32               |                   |                   |                   |                   |                   |
| 1988-89             | «Динамо» (Рига)         | Д-1                 | 42               | 3                | 3                | 6                | 35               |                   |                   |                   |                   |                   |
| 1989-90             | «Динамо» (Рига)         | Д-1                 | 48               | 6                | 5                | 11               | 44               |                   |                   |                   |                   |                   |
| 1990-91             | «Динамо» (Рига)         | Д-1                 | 45               | 2                | 4                | 6                | 42               |                   |                   |                   |                   |                   |
| 1991-92             | «Старс» (Рига)          | Д-1                 | 26               | 3                | 5                | 8                | 34               | 27                | 3                 | 4                 | 7                 | 26                |
| Всього у вищій лізі | Всього у вищій лізі     | Всього у вищій лізі | 322              | 20               | 28               | 48               | 269              | 0                 | 0                 | 0                 | 0                 | 0                 |

У серії матчів з клубами Національної хокейної ліги:
| № | Дата       | Місце        | Господарі              | Рахунок | Гості           | Голи                                                                  |
| - | ---------- | ------------ | ---------------------- | ------- | --------------- | --------------------------------------------------------------------- |
| 1 | 27.12.1988 | Калгарі      | «Калгарі Флеймс»       | 2-2     | «Динамо» (Рига) | Березан, Лооб — Керч, Белявський                                      |
| 2 | 28.12.1988 | Едмонтон     | «Едмонтон Ойлерз»      | 2-1     | «Динамо» (Рига) | Куррі, Мессьє — Вітоліньш                                             |
| 3 | 30.12.1988 | Ванкувер     | «Ванкувер Канакс»      | 6-1     | «Динамо» (Рига) | Стерн, Бредлі (2), Танті, Сандлак, Педерсон — Знарок                  |
| 4 | 31.12.1988 | Лос-Анджелес | «Лос-Анджелес Кінгс»   | 3-5     | «Динамо» (Рига) | Ніколс, Макбін, Грецкі — Семенов, Ломакін, Селянин, Фроліков, Смирнов |
| 5 | 04.01.1989 | Чикаго       | «Чикаго Блекгокс»      | 4-1     | «Динамо» (Рига) | Конройд, Лармер, Крейтон, Сеніпасс — Яшин                             |
| 6 | 05.12.1989 | Сент-Луїс    | «Сент-Луїс Блюз»       | 5-0     | «Динамо» (Рига) | Галл, Кавалліні, Раглен, Геркес, Беннінг                              |
| 7 | 07.01.1989 | Блумінгтон   | «Міннесота Норт-Старс» | 1-2     | «Динамо» (Рига) | Марук — Акулінін, Скосирєв                                            |

У збірній:
| Сезон | Команда | Ліга   | І | Г | П | О  | ШХ |
| ----- | ------- | ------ | - | - | - | -- | -- |
| 1993  | Латвія  | ЧС (C) | 6 | 5 | 5 | 10 | 4  |
| 1995  | Латвія  | ЧС (B) | 7 | 4 | 3 | 7  | 4  |
| 1996  | Латвія  | ЧС (B) | 7 | 2 | 2 | 4  | 4  |
| 1997  | Латвія  | ЧС     | 8 | 4 | 3 | 7  | 6  |
| 1998  | Латвія  | ЧС     | 6 | 2 | 0 | 2  | 8  |
| 1999  | Латвія  | ЧС     | 6 | 1 | 2 | 3  | 18 |